# Atari 800XE
Atari 800XE (800XE) је кућни рачунар фирме Атари (Atari) који је почео да се производи у Сједињеним Америчким Државама током 1985. године.
Користио је MOS 6502C микропроцесорску јединицу а RAM меморија рачунара је имала капацитет од 64 KB прошириво до 128 KB. 

## Детаљни подаци
Детаљнији подаци о рачунару 800XE су дати у табели испод.
|                       | |
| [ 1 ]                 | |
| Произвођач            | Атари |
| Тип                   | кућни рачунар                                                                                              |
| Меморија              | 64 прошириво до 128 KB                                                                                     |
| Поријекло             | Сједињене Америчке Државе                                                                                  |
| Година                | 1985 |
| Тастатура             | тастатура са пуним помаком тастера, 57 тастера, 5 функцијских тастера (Help, Start, Select, Option, Reset) |
| Процесор              | |
| Фреквенција процесора | 1,79 |
| RAM                   | 64 прошириво до 128 KB                                                                                     |
| ROM                   | 24 (16 за OS, 8 за BASIC)                                                                                  |
| Текст                 | 5 текст модова, највише : 40 стубова x 24 линије                                                           |
| Графика               | 11 графичких модова, највише: 320 x 192 пиксела                                                            |
| Боја                  | 16 боја са 15 нивоа интензитета свака                                                                      |
| Звук                  | 4 канала, 3,5 октава                                                                                       |
| Димензије             | 35 (ширина) x 23,5 (дубина) x 6,5 (висина) / 1,4                                                           |
| Портови               | |
| Оперативни систем     | |